# HP Superdome
HP Superdome — высокопроизводительный серверный компьютер, разработанный и изготовленный компанией Hewlett Packard Enterprise (ранее Hewlett-Packard).

## Описание
Самая последняя версия продукта, «Superdome 2», была выпущена в 2010 году и поддерживает от 2 до 32 сокетов (до 128 ядер) и 4 ТБ памяти. В Superdome использовались процессоры PA-RISC, когда он появился в 2000 году. С 2002 года вторая версия машины на базе процессоров Itanium 2 продаётся как HPE Integrity Superdome. Классический PA-RISC Superdome позже был переименован в HP 9000 Superdome. Предшественником Superdome является HP V-Class, основанный на дизайне, полученном от Convex. HP Integrity Superdome 2 использует микропроцессор Intel Itanium серии 93xx, известный как «Tukwila», и переработан с использованием компонентов корпуса HP BladeSystem C7000. С 2012 года стал доступен микропроцессор Intel Itanium 95xx Poulson. В 2017 году Intel объявила, что их последний чип Itanium (кодовое название Kittson) станет их последним обновлением линейки Itanium. В 2016 году Hewlett Packard Enterprise выпустила Superdome X на базе процессоров Intel Xeon. Superdome обычно работает под управлением операционной системы HP-UX, хотя версия Itanium 2 также совместима с другими системами, например, с Microsoft Windows Server 2008 R2, SUSE Linux Enterprise Server 11 SP4, Red Hat Enterprise Linux, Debian Wheezy (долгосрочная поддержка прекращена) и OpenVMS V8.2-1.